# Předhradí

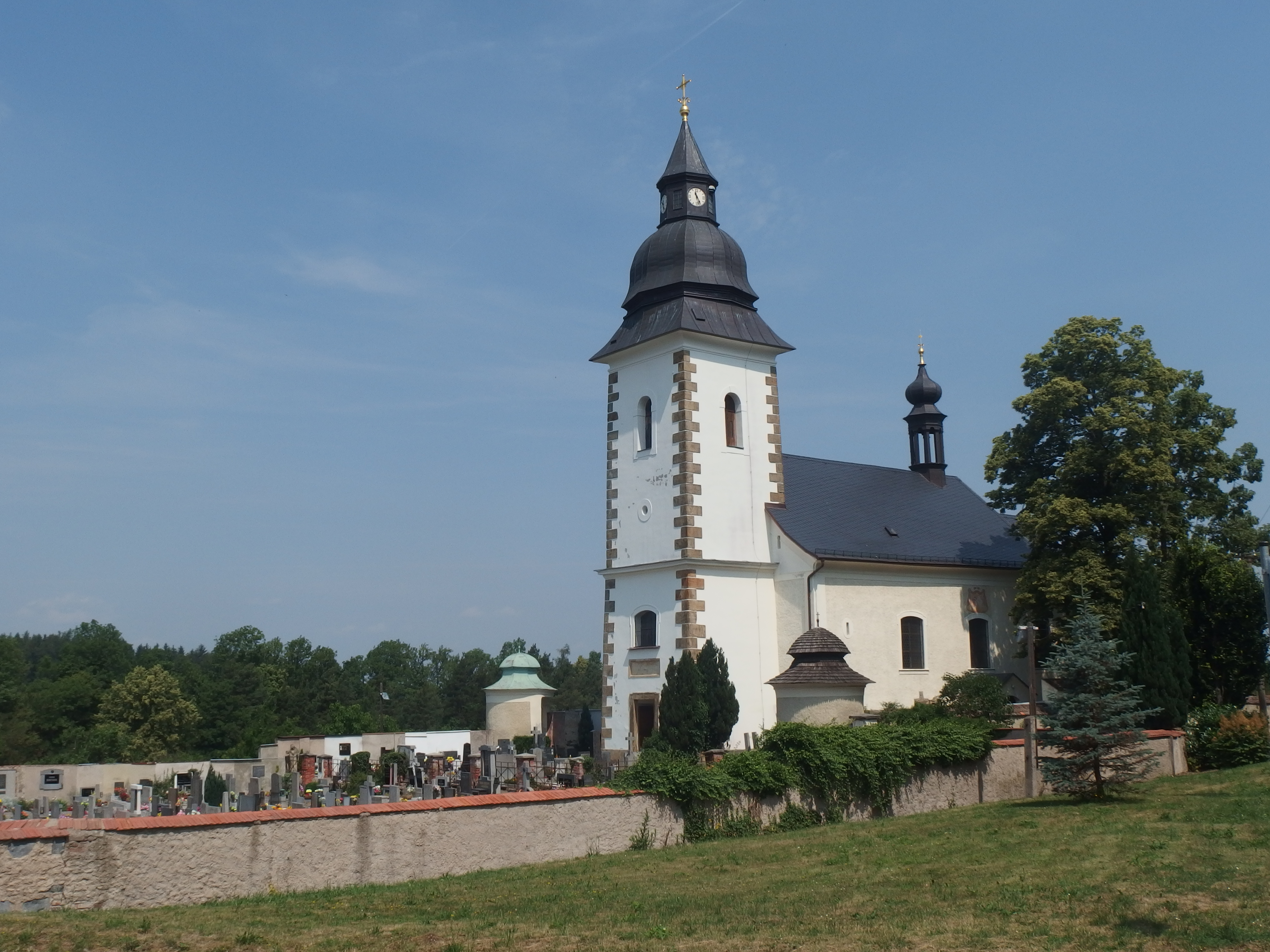
Kirche Maria von den Sieben Schmerzen

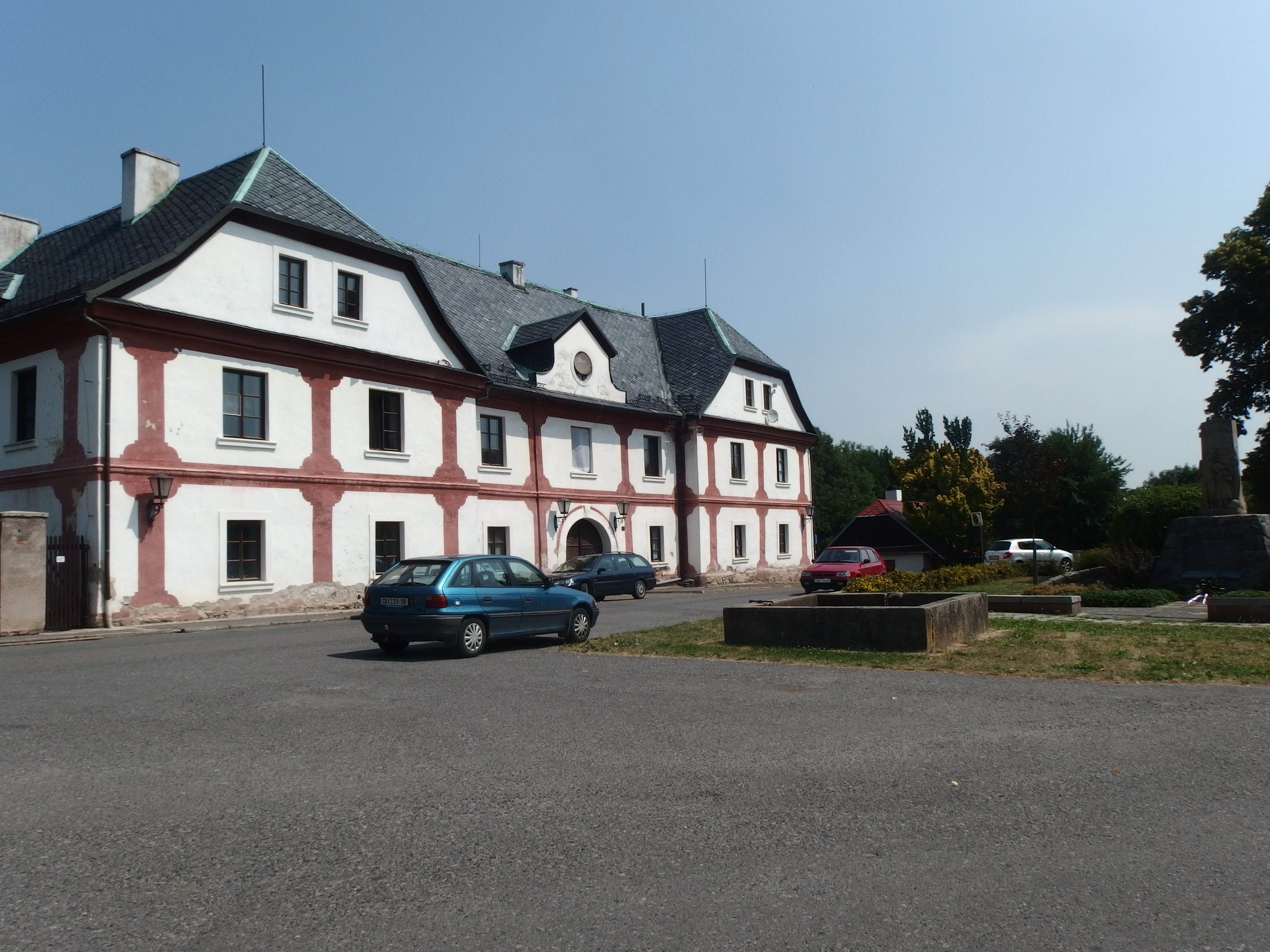
Herrenhof

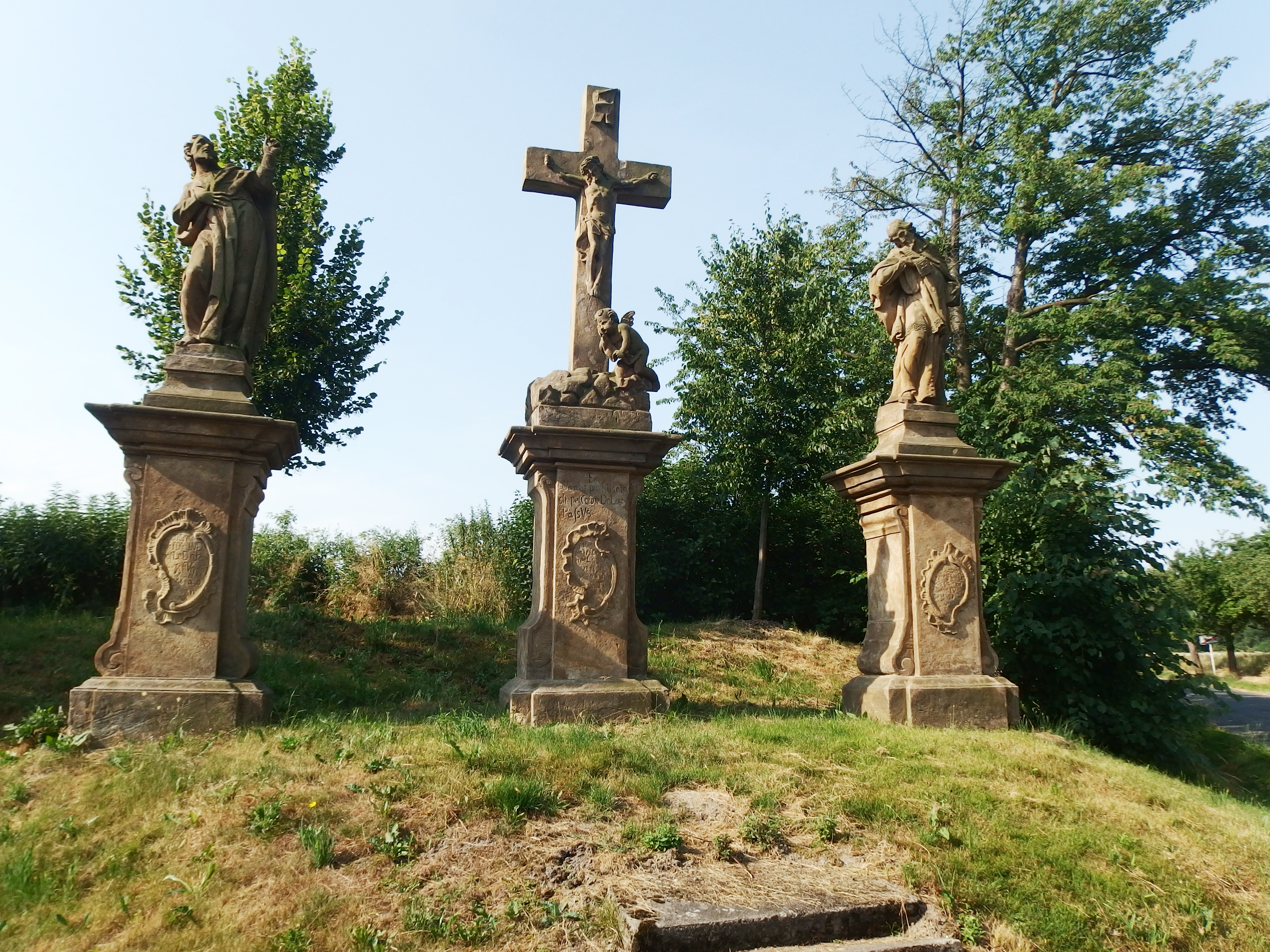
Statuengruppe des Gekreuzigten, hl. Josef und hl. Johannes von Nepomuk

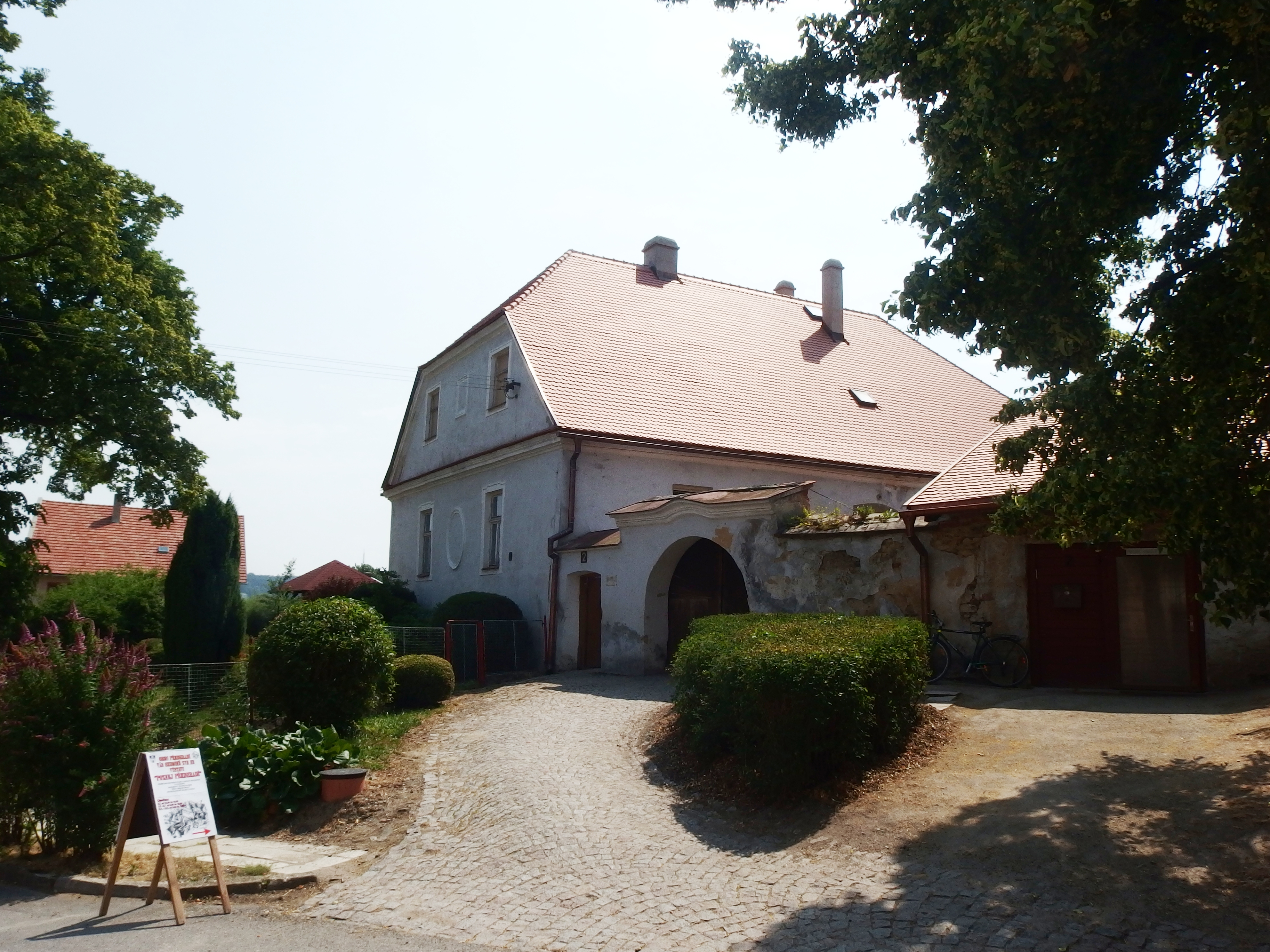
Pfarrhaus

Předhradí, bis 1950 Rychmburk, (deutsch Richenburg, älter Reichenburg) ist eine Gemeinde in Tschechien. Sie befindet sich vier Kilometer südöstlich von Skuteč an der Krounka und gehört zum Okres Chrudim. Der historische Ortskern ist seit 1990 als städtische Denkmalszone geschützt.

## Geographie
Předhradí liegt linksseitig auf einem Rücken über dem von der Krounka (Richenburger Bach) gebildeten Šilinkovo údolí in der Skutečská pahorkatina (Skutscher Hügelland), am westlichen Ortsrand fließt der Lešanský potok. Im Norden der Gemeinde thront auf dem Sporn über dem Zusammenfluss beider Bäche die Burg Rychmburk. Durch den Ort führt die Staatsstraße II/354 zwischen Skuteč und Svratka, von der südöstlich von Předhradí die II/358 nach Litomyšl abzweigt. Anderthalb Kilometer südwestlich verläuft die Bahnstrecke Svitavy–Žďárec u Skutče, an der sich im Ortsteil Dolívka der Haltepunkt Předhradí befindet. Am südwestlichen Ortsrand wird der Lešanský potok im Teich Spálívec angestaut.
Nachbarorte sind Lhota u Skutče und Zhoř im Norden, Borek und Hluboká im Nordosten, Hněvětice im Osten, Kutřín im Südosten, Miřetín und Lešany im Süden, Daletice und Dolívka im Südwesten, Lažany im Westen sowie Zbožnov im Nordwesten.

## Geschichte

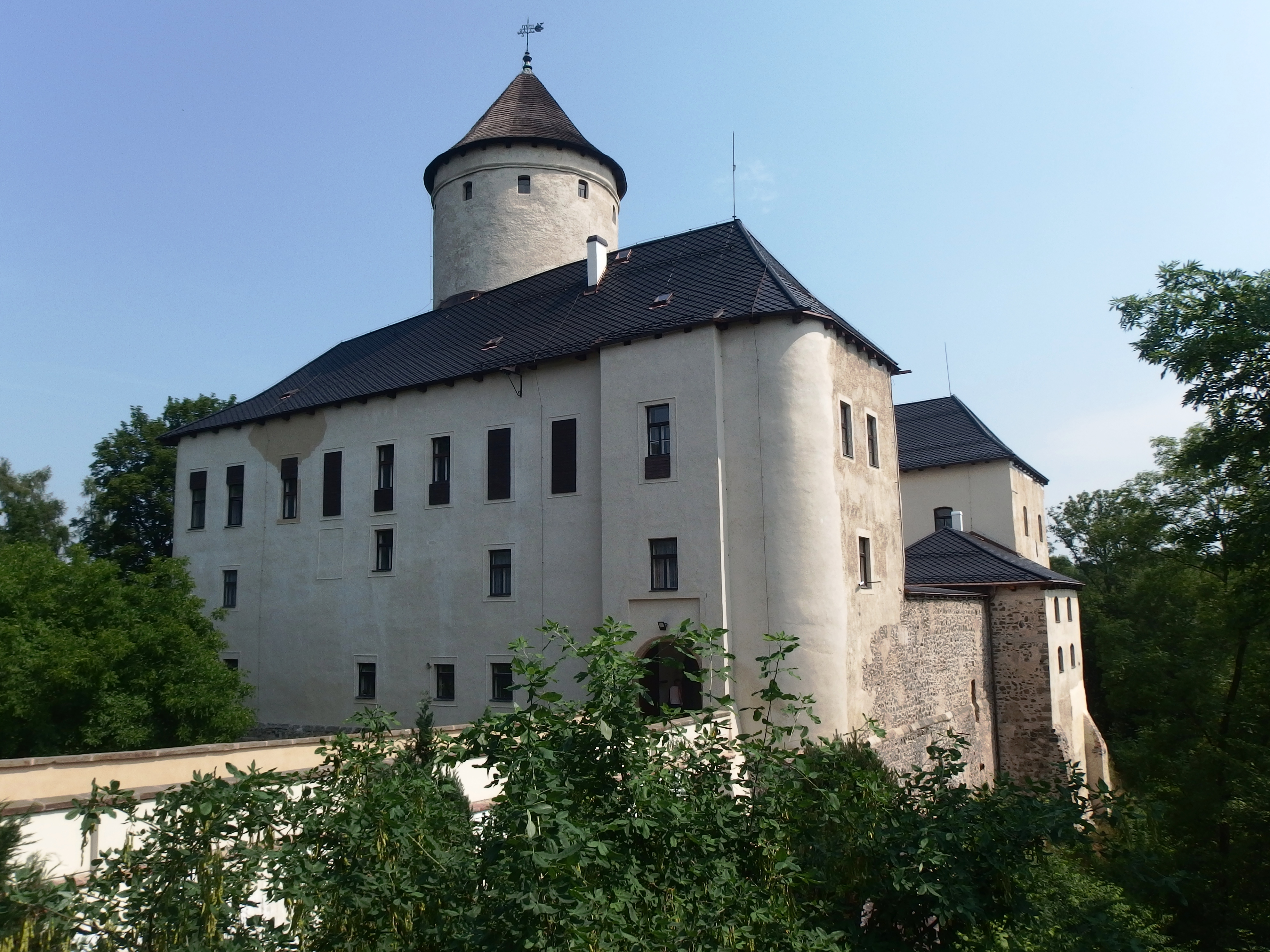
Burg Rychmburk

Nachdem Johann von Böhmen die Gegend von Skuteč aus dem königlichen Besitz an Tas von Mrdice verliehen hatte, ließ dieser 1325 als Zentrum seiner Herrschaft die Burg Reichenberg errichten. Im Laufe der Zeit änderte sich der Name der Burg in Richenburg bzw. Rychmburk. In der Mitte des 14. Jahrhunderts wurden die Herren von Pardubitz Besitzer von Richenburg. Ab 1390 lebte Smil Flaška von Pardubitz auf der Burg. Während der Hussitenkriege blieb die Herrschaft Richenburg einer der wenigen Stützpunkte des Katholizismus in Ostböhmen. In den Jahren 1530 bis 1540 wurde die Burg unter den Herren von Waldstein umgebaut. Ab der Mitte des 17. Jahrhunderts besaßen die Berka von Dubá bis 1700 Richenburg. Ihnen folgten die Kinsky.
1636 wurde die Brauerei gegründet. Vor der Burg befanden sich noch der Herrenhof mit Brennerei und allmählich bildete sich um die Wirtschaftsgebäude eine Ansiedlung. 1654 wurde das Dorf Předhrady erstmals urkundlich erwähnt. In älteren Schriften finden sich auch die Bezeichnungen Podhrady und Radině. Die Burg wurde 1714 als Herrensitz aufgegeben und verfiel. 1737 stiftete Stephan Wilhelm Kinsky eine Schlosskapelle mit Seelsorgerstation, die nach Fertigstellung der neuen Kirche zur Pfarradministratur erhoben wurde; zuvor war der Ort nach Skutsch gepfarrt. Unter Philipp Joseph Kinsky erfolgte zwischen 1793 und 1798 ein barocker Wiederaufbau des Hauptgebäudes des Burg; dabei wurden eine herrschaftliche Wohnung sowie Kanzleien und Beamtenwohnungen eingerichtet. 1823 erwarb Karl Alexander von Thurn und Taxis die Herrschaft. In trockenen Jahren herrschte in Richenburg oft Wassermangel. Das Wasser für die Brauerei und zwei Röhrkästen wurde von Südwesten über eine 682 Klafter lange Rohrleitung aus dem Teich Spálívec, das für den Meierhof von Süden über eine weitere hölzerne Wasserleitung aus dem Teich Dniak bei der Schäferei Wochoska herbeigeführt. Zudem gab es einen Ziehbrunnen.
Im Jahre 1835 bestand der im Chrudimer Kreis gelegene Marktflecken Richenburg aus 90 Häusern, in denen 575 Personen lebten. Von der Burg war die teilweise höher gelegene Ortschaft durch eine felsige Schlucht getrennt und mit einer steinernen Brücke verbunden. Unter herrschaftlichem Patronat standen die Kirche zu den Sieben Schmerzen Mariä und die Schule; besetzt war die Pfarrei mit einem Pfarradministrator sowie einem aus dem Religionsfonds bezahlten Cooperator. Außerdem gab es im Ort ein herrschaftliches Beamtenwohnhaus, das Amtshaus mit einem Teil der Kanzleien, einen großen herrschaftlichen Meierhof, einen Schüttboden, einen ummauerten Lustgarten mit Obst- und Maulbeerpflanzungen sowie Gewächs- und Ananashäusern, ein herrschaftliches Bräuhaus auf 38 Fass, eine Malzdarre, drei Mahlmühlen und eine Ölmühle am Richenburger Bach, eine Tretmühle mit Ochsenantrieb, ein Einkehrwirtshaus und eine weitere Schänke an der Straße nach Skutsch. Zum Meierhof gehörte die südlich des Marktes gelegene Schäferei Wochoska. Der Markt hatte das Privileg für vier Jahrmärkte, auf denen Nutzvieh, Schnittwaren, Töpferwaren, Hausgeräte und Viktualien angeboten wurden. Das Wappen des Marktes zeigte die Richenburg mit der Umschrift Pecžet Richty Pržedhradske. Richenburg war Pfarrort für Hniewietitz, Borek, Kutřin, Peraletz, Leschan, Miřetin, Zhoř, Brdo, Rwasitz, Hlubočitz, Chlum, Rabaun und Stržitetz. Bis zur Mitte des 19. Jahrhunderts war der Marktflecken Richenburg Amtsort der gleichnamigen Herrschaft.
Nach der Aufhebung der Patrimonialherrschaften bildete Rychmburk / Richenburg ab 1849 mit den Ortsteilen Dolívka, Lažany und Lešany eine Marktgemeinde im Gerichtsbezirk Skutsch. Ab 1868 gehörte die Gemeinde zum politischen Bezirk Hohenmauth. 1869 hatte Rychmburk 566 Einwohner und bestand aus 95 Häusern. 1897 wurde die Bahnstrecke Polička–Skutsch errichtet. Im Jahre 1900 lebten in Rychmburk 667 Personen, 1910 waren es 624. Lažany und Lešany lösten sich 1925 von Rychmburk los und bildeten eigene Gemeinden. 1925 stellte die Brauerei die Produktion eigenen Bieres ein und wurde bis 1930 als Niederlage der Chrudimer Brauerei genutzt. Anschließend erfolgte die Demontage der Brauereianlagen. 1930 hatte Rychmburk 482 Einwohner. 1949 wurde die Gemeinde dem neu gebildeten Okres Hlinsko zugeordnet. Im Jahre 1950 erfolgte die Unbemennung des Ortes in Předhradí. Seit 1961 gehört Předhradí zum Okres Chrudim. Zu Beginn des Jahres 1986 erfolgte die Eingemeindung nach Skuteč. Am 31. August 1990 lösten sich Dolívka und Předhradí wieder von Skuteč los und bildeten die Gemeinde Předhradí. Im Jahre 1998 gewann Předhradí den Wettbewerb um das Dorf des Jahres in Tschechien. Beim Zensus von 2001 lebten in den 126 Häusern von Předhradí 446 Personen.

## Gemeindegliederung
Die Gemeinde Předhradí besteht aus den Ortsteilen Dolívka (Doliwka) und Předhradí (Richenburg). Zu Předhradí gehören zudem der Hof Daletice (Daletitz), die Wüstung Bezděč (Bezdietitz) und die Einschicht Ochozka (Wochoska). Grundsiedlungseinheit ist Předhradí.
Das Gemeindegebiet bildet den Katastralbezirk Předhradí u Skutče.

## Sehenswürdigkeiten
- Burg Rychmburk, 1325 erbaut
- Kirche zu den Sieben Schmerzen Mariä, sie wurde 1752–1753 unter Philipp Graf Kinsky errichtet. Der Turm wurde 1816 angebaut.
- Alte Brauerei
- Herrenhof aus dem 17. Jahrhundert, errichtet unter den Herren Berka von Dubá
- Ummauerter Lustgarten aus dem 18. Jahrhundert, mit Altan und Büste des Gründers Philipp Joseph Grafen Kinsky
- Statue des Judas Thaddäus, 1723 aufgestellt
- Steinerne Bogenbrücke über die Krounka
- Šilinkovo údolí der Krounka
- Kapelle des hl. Josef, Ziehvater des Herrn, an der Straße nach Lažany
- Statuengruppe des Gekreuzigten, hl. Josef und hl. Johannes von Nepomuk, an der Straße nach Lažany
- Kapelle des hl. Johannes von Nepomuk, am westlichen Ortsrand

## Söhne und Töchter der Gemeinde
- Adolf Heyduk (1835–1923), tschechischer Dichter